# YPEL5
YPEL5 (англ. Yippee like 5) – білок, який кодується однойменним геном, розташованим у людей на 2-й хромосомі. Довжина поліпептидного ланцюга білка становить 121 амінокислот, а молекулярна маса — 13 842.
| 10         |  | 20         |  | 30         |  | 40         |  | 50         |
| ---------- |  | ---------- |  | ---------- |  | ---------- |  | ---------- |
| MGRIFLDHIG |  | GTRLFSCANC |  | DTILTNRSEL |  | ISTRFTGATG |  | RAFLFNKVVN |
| LQYSEVQDRV |  | MLTGRHMVRD |  | VSCKNCNSKL |  | GWIYEFATED |  | SQRYKEGRVI |
| LERALVRESE |  | GFEEHVPSDN |  | S          |  |            |  |            |

A: Аланін

C: Цистеїн

D: Аспарагінова кислота

E: Глутамінова кислота

F: Фенілаланін

G: Гліцин

H: Гістидин

I: Ізолейцин

K: Лізин

L: Лейцин

M: Метіонін

N: Аспарагін

P: Пролін

Q: Глутамін

R: Аргінін

S: Серин

T: Треонін

V: Валін

W: Триптофан

Кодований геном білок за функцією належить до фосфопротеїнів. 
Білок має сайт для зв'язування з іонами металів, іоном цинку. 